# 勝丸充啓
勝丸 充啓（かつまる みつひろ、1951年10月10日 - ）は、日本の検察官、法務官僚、弁護士。

## 経歴
大阪府大阪市生まれ。灘高等学校を経て、1974年3月東京大学法学部卒業。1976年4月司法修習。1978年東京地方検察庁検事、1989年7月-1992年在ドイツ日本国大使館一等書記官、2000年6月法務省刑事局刑事課長、2001年6月法務省刑事局総務課長、2003年1月法務省大臣官房会計課長。2005年4月法務省大臣官房審議官(総合政策統括担当)。
2005年12月福井地方検察庁検事正、2007年6月水戸地方検察庁検事正、2008年10月さいたま地方検察庁検事正、2010年1月最高検察庁公安部長、2010年12月高松高等検察庁検事長を経て、2012年広島高等検察庁検事長。2014年退官、弁護士登録。現在、第一東京弁護士会所属、芝綜合法律事務所オブ・カウンセル、京都大学公共政策大学院非常勤講師、京都大学法科大学院非常勤講師。
1996年-1997年司法試験考査委員。1996年-1997年法制審議会幹事。2010年日本弁護士連合会資格審査会委員。2015年大陽日酸取締役。2017年シマノ取締役。2018年6月1日「日本大学アメリカンフットボール部における反則行為に係る第三者委員会」委員長に就任。2021年瑞宝重光章受章。

## 家族
石川千晶（勝丸千晶、公認会計士、情報公開・個人情報保護審査会委員、香川県包括外部監査人）は妻。

## 著作
- 勝丸充啓編著『わかりやすいあっせん利得処罰法Q&A』大成出版社、2001年6月
- 伊藤榮樹原著、勝丸充啓改訂『軽犯罪法 新装第2版』立花書房、2013年9月2日